# Anomobryum auratum
Anomobryum auratum är en bladmossart som beskrevs av Georg Friedrich von Jaeger 1875. Anomobryum auratum ingår i släktet Anomobryum och familjen Bryaceae. Inga underarter finns listade i Catalogue of Life.